# Geogarypus globulus
Espèce
Geogarypus globulus est une espèce de pseudoscorpions de la famille des Geogarypidae.

## Distribution
Cette espèce est endémique d'Inde. Elle se rencontre vers Pondichéry.

## Publication originale
- Sivaraman, 1980 : « Pseudoscorpions from South India: a new genus and some new species of the super-family Garypoidea Chamberlin (Pseudoscorpionida: Diplosphyronida) ». Oriental Insects, vol. 14, p. 325-343.